# ليوبولدو توري نيلسون
ليوبولدو توري نيلسون (بالإسبانية: Leopoldo Torre Nilsson)‏ هو كاتب سيناريو ومخرج أرجنتيني، ولد في 5 مايو 1924 في بوينس آيرس في الأرجنتين، وتوفي بنفس المكان في 8 سبتمبر 1978.

## وصلات خارجية
- الموقع الرسمي
- ليوبولدو توري نيلسون على موقع IMDb (الإنجليزية)
- ليوبولدو توري نيلسون على موقع ألو سيني (الفرنسية)
- ليوبولدو توري نيلسون على موقع أول موفي (الإنجليزية)
- ليوبولدو توري نيلسون على موقع قاعدة بيانات الأفلام السويدية (السويدية)
- ليوبولدو توري نيلسون على موقع قاعدة بيانات الفيلم (الإنجليزية)
- ليوبولدو توري نيلسون على موقع كينوبويسك (الروسية)